# Bellator brachychir
Bellator brachychir är en fiskart som först beskrevs av Regan, 1914.  Bellator brachychir ingår i släktet Bellator och familjen knotfiskar. Inga underarter finns listade.

## Bildgalleri

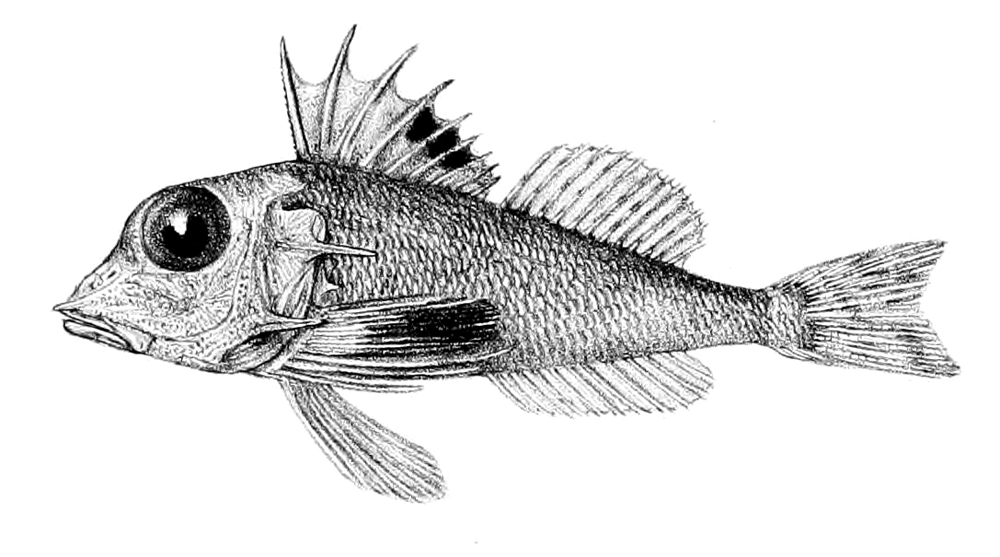